# انجمن نوار تجمع شده
انجمن نوار تلفیقی (CTA) بر پردازشگر اطلاعات اوراق بهادار نظارت می‌کند که اطلاعات معامله‌ها و قیمت‌ها (داده‌های بازار) را در بورس نیویورک (NYSE) و اوراق بهادار فهرست‌شده در بورس اوراق بهادار آمریکا (AMEX) (سهام و اوراق قرضه) در زمان واقعی منتشر می‌کند. در حال حاضر ریاست آن را امیلی کاسپاروف از بورس اوراق بهادار شیکاگو بر عهده دارد، اولین زن و جوانترین رئیس انتخاب شده به این سمت.
CTA دو طرح را برای کنترل جمع‌آوری، پردازش و انتشار داده‌های تجارت و قیمت‌گذاری مدیریت می‌کند: طرح نوار تلفیقی، که بر معامله‌ها حاکم است، و طرح نقل‌قول تلفیقی، که بر مظنه‌ها حاکم است. این طرح‌ها مطابق با بخش 11A قانون بورس اوراق بهادار در سال ۱۹۳۴ در کمیسیون بورس و اوراق بهادار (SEC) بایگانی و مورد تأیید قرار گرفت.
از اواخر دهه ۱۹۷۰، همه صرافی‌ها و مراکز بازار ثبت‌شده در SEC که اوراق بهادار فهرست‌شده NYSE یا AMEX را معامله می‌کنند، معاملات و مظنه‌های خود را به یک تجمیع‌کننده مرکزی ارسال می‌کنند که در آن جریان‌های داده سیستم نوار تلفیقی (CTS) و سیستم نقل‌قول تلفیقی (CQS) تولید می‌شود. در سراسر جهان توزیع شده است. CTA مرجع عملیاتی CQS و CTS است.

## تبادل شرکت کنندگان
شرکت کنندگان فعلی عبارتند از:
- Cboe BZX Exchange (BZX)
- Cboe BYX Exchange (BYX)
- Cboe EDGX Exchange (EDGX)
- Cboe EDGA Exchange (EDGA)
- سازمان تنظیم مقررات صنعت مالی (FINRA)
- نزدک ISE (ISE)
- نزدک OMX BX (BSE)
- نزدک OMX PHLX (PHLX)
- بازار سهام نزدک (NASDAQ)
- بورس اوراق بهادار نیویورک (NYSE)
- NYSE Arca[۴] (ARCA)
- NYSE آمریکایی (AMEX)
- NYSE شیکاگو (CHX)
- NYSE National (NSX)
- MIAX Pearl Equities
- بورس سرمایه گذاران
- بورس بلند مدت

## کسب و توزیع داده‌های بازار
- بورس نیویورک مسئول مدیریت شبکه A است که شامل اوراق بهادار فهرست شده در NYSE می‌شود، و بورس آمریکایی مسئول مدیریت شبکه B است که شامل اوراق بهادار فهرست شده در AMEX می‌شود. سیستم‌های CTS و CQS به ترتیب اطلاعات معاملات و پیشنهادهای خرید و فروش را از NYSE, AMEX و دیگر مراکز بازار منطقه‌ای با استفاده از فرمت پیام استاندارد دریافت می‌کنند. هر سیستم فرمت پیام مربوطه خود را اعتبارسنجی کرده، اطلاعات را در مقابل پایگاه‌های داده خود (مانند نمادهای معتبر و غیره) بررسی می‌کند، اطلاعات را با اطلاعات سایر مراکز بازار تلفیق کرده و آن‌ها را در فرمت پیام استاندارد مشترک به دریافت‌کنندگان داده‌ها از طریق شبکه چندپخشی IP منتشر می‌کند. در هر پیام معامله و پیشنهاد خرید و فروش یک تایم‌استمپ وجود دارد که زمان انتشار پیام را نشان می‌دهد. هر معامله و پیشنهاد خرید و فروش در سیستم برای پردازش آنلاین و بعد از ساعات کاری ذخیره می‌شود. هر سیستم یک پایگاه داده اصلی بر اساس نماد نگهداری می‌کند. CTS در پایگاه داده خود بر اساس نماد، بالاترین و پایین‌ترین قیمت، آخرین قیمت و حجم تلفیقی را نگهداری می‌کند؛ و برای هر مرکز بازاری که آن نماد را معامله می‌کند، اطلاعات آخرین فروش و حجم آن بازار را ذخیره می‌کند. این اطلاعات با هر معامله به‌روزرسانی می‌شود. مراکز بازار به عنوان سازمان‌های خودتنظیمی (SROs) مجاز طبق طرح CTA، موظفند فعالیت‌های معاملاتی خود را حداکثر تا ۹۰ ثانیه پس از زمان اجرا به CTS گزارش دهند؛ در غیر این صورت، گزارش معامله باید به عنوان گزارش دیرهنگام مشخص شود. تعیین اینکه یک معامله دیر است یا نه، بر عهده SRO است. معاملات دیر تأثیری بر آخرین قیمت فروش ملی ندارند. CTS قابلیت پردازش تصحیح خودکار را در صورت گزارش نادرست اطلاعات توسط یک مرکز بازار فراهم می‌کند. هنگامی که یک مرکز بازار پیام تصحیحی صادر می‌کند، CTS تصحیح را پردازش کرده و گزارش معامله اصلاح شده را به همراه اطلاعات تلفیقی و مرکز بازار به‌روزرسانی شده که در پایگاه داده نگهداری می‌شود، منتشر می‌کند. CTS همچنین در پایان روز پیام‌های بسته شدن را منتشر می‌کند که اطلاعات خلاصه‌ای از پایگاه داده خود برای هر سهام فهرست شده ارائه می‌دهد. برای هر پیام پیشنهاد خرید و فروش که از یک مرکز بازار دریافت می‌شود، CQS بر اساس یک طرح اولویت قیمت، اندازه و زمان، بهترین پیشنهاد خرید و فروش ملی (NBBO) را محاسبه می‌کند. اگر پیشنهاد خرید و فروش مربوط به یک بازارساز NASDAQ باشد، CQS همچنین بهترین پیشنهاد خرید و فروش NASDAQ را محاسبه می‌کند. CQS پیشنهاد اصلی مرکز بازار را با افزودن بهترین پیشنهادهای ملی و NASDAQ منتشر می‌کند. در صورت بروز مشکلات فنی در یک مرکز بازار در ارائه اطلاعات پیشنهاد خرید و فروش، CQS یک قابلیت دارد که به دستور مرکز بازار، پیشنهادهای صفر را در اوراق بهادار آن منتشر می‌کند و بدین ترتیب هر گونه پیشنهاد قدیمی را حذف کرده و آن مرکز بازار را از محاسبات بهترین پیشنهاد خارج می‌کند.

## زیرساخت فناوری
سیستم‌های CTS و CQS بر روی پلتفرم‌های کامپیوتری تحمل‌پذیر به خطا در سایت‌های فیزیکی مختلف عمل می‌کنند؛ CTS در مجموعه CTA در بروکلین و CQS در مجموعه CTA در پایین منهتن اجرا می‌شود و در صورت بروز حادثه در یکی از سایت‌ها، از طریق فراهم کردن افزونگی، امنیت سیستم‌ها تضمین می‌شود. در صورت وقوع فاجعه در هر یک از مکان‌ها، تمامی پردازش‌های کامپیوتری به سایت باقی‌مانده با ظرفیت کاهش‌یافته منتقل می‌شود.
CTS و CQS داده‌های خود را از مراکز بازار از طریق اتصالات TCP/IP مبتنی بر شبکه دریافت می‌کنند. هر مرکز بازار دارای مسیرهای ارتباطی اضافی به دو محیط عملیاتی است و هر کدام از حامل‌های تلفن مشترک مختلف برای ارسال داده‌های تجارت و قیمت خود به شرکت اتوماسیون صنعت اوراق بهادار (SIAC) استفاده می‌کند. SIAC به‌طور همزمان، از طریق IP چندپخشی، اطلاعات تجارت و نقل قول را برای مشترکین CTS و CQS از هر دو سایت توزیع می‌کند.
مستقل از جایی که سیستم از نظر فیزیکی در آن قرار دارد (یعنی در منهتن پایین یا در بروکلین)، هر دو جریان داده به‌طور همزمان از هر دو سایت با استفاده از یک Replicator بسته Multicast (MPR) توسعه یافته توسط SIAC توزیع می‌شوند و بنابراین جریان‌های اضافی «زنده» به داده‌ها ارائه می‌شود. گیرندگان استفاده از IP Multicast که در سال ۱۹۹۷ به صنعت داده بازار معرفی شد، اولین پیاده‌سازی گسترده چنین فناوری بود. طراحی و اجرای این فناوری توسط SIAC به رسمیت شناخته شده و در آرشیو دائمی موسسه اسمیتسونیان پذیرفته شده است. این فناوری اجازه می‌دهد تا داده‌های مبادله و نقل قول در حالت پخش بر روی یک شبکه توزیع شود و هر گونه وابستگی را که در آن یک گیرنده داده ممکن است بر گیرنده داده دیگر تأثیر بگذارد، از بین می‌برد. در شرایطی که یک گیرنده داده در دریافت اطلاعات با از دست دادن داده مواجه شده است (به عنوان مثال، به دلیل مشکل سیستم در سایت دریافت کننده)، یک تسهیلات ارسال مجدد خودکار در دسترس است تا به گیرنده داده اجازه دهد تا به‌طور خودکار ارسال مجدد پیام را درخواست و دریافت کند.

## همجنین ببینید
- پردازشگر اطلاعات اوراق بهادار
- طرح نظام بازار ملی
- طرح UTP
- نوار تیکر